# Pachymenes picturatus
Pachymenes picturatus är en stekelart som beskrevs av Fox 1899. Pachymenes picturatus ingår i släktet Pachymenes och familjen Eumenidae.

## Underarter
Arten delas in i följande underarter:
- P. p. intermedius
- P. p. nigromaculatus
- P. p. obscuratus